# Emblyna angulata
Emblyna angulata is een spinnensoort in de taxonomische indeling van de kaardertjes (Dictynidae).
Het dier behoort tot het geslacht Emblyna. De wetenschappelijke naam van de soort werd voor het eerst geldig gepubliceerd in 1915 door James Henry Emerton.